# Indotipula ubensis
Indotipula ubensis är en tvåvingeart som först beskrevs av Alexander 1932.  Indotipula ubensis ingår i släktet Indotipula och familjen storharkrankar. Inga underarter finns listade i Catalogue of Life.